# اثر مغنانوری

اثر مغنانوری به رسم شکل

اثر مغنانوری (به انگلیسی: magneto-optic effect) به هر یک از تعداد پدیده‌هایی گفته می‌شود که در آن یک موج الکترومغناطیسی در محیطی منتشر می‌شود که با حضور میدان مغناطیسی شبه‌ایستا تغییر یافته‌است. در چنین محیطی که ژیروتروپیک یا ژیرومغناطیسی نیز نامیده می‌شود، قطبش‌های بیضوی چرخش چپ و راست می‌توانند با سرعت‌های متفاوتی منتشر شوند که منجر به تعدادی پدیده مهم می‌شود. هنگامی که نور از طریق لایه ای از مواد مغنانوری منتشر می‌شود، نتیجه را اثر فارادی می‌نامند: صفحه قطبش را می‌توان چرخاند و چرخاننده فارادی را تشکیل داد. نتایج بازتابش از یک ماده مغنانوری به عنوان اثر کر مغنانوریک شناخته می‌شود (با اثر کر غیرخطی اشتباه گرفته نشود).
به‌طور کلی، اثرات مغنانوری تقارن وارون زمانی را به صورت موضعی می‌شکند (یعنی زمانی که فقط انتشار نور، و نه منبع میدان مغناطیسی، در نظر گرفته می‌شود) و همچنین واکنش دوسویگی لورنتس، که شرط لازم برای ساخت دستگاه‌هایی مانند جداکننده نوری (که نور از یک جهت عبور می‌کند اما از جهت دیگر عبور نمی‌کند) است.
دو ماده ژیرو تروپیک با جهت چرخش وارون از دو قطبش اصلی، مربوط به تانسورهای مزدوج-مختلط ε برای محیط‌های بدون اتلاف، هم‌پارهای نوری (به انگلیسی: optical isomers) نامیده می‌شوند.